# Chionaspis etrusca
Chionaspis etrusca är en insektsart som beskrevs av Leonardi 1908. Chionaspis etrusca ingår i släktet Chionaspis och familjen pansarsköldlöss. Inga underarter finns listade i Catalogue of Life.